# Megumi Urawa
Megumi Urawa (Chiba, 30 novembre 1965) è una doppiatrice giapponese affiliata a Aoni Production.

## Doppiaggio

### Serie televisive anime
- Tomiko Tomita, Midori Yoshikawa, Hiromi Maeda, Maki Makimura, madre di Yamada, madre di Yoshiko's , Taguchi, Tarō, Himeko, Yoshida in Chibi Maruko-chan (1990)
- Piko e Bunta in Goldfish Warning! (1991)
- Ragazza in 21 emon (1992)
- Naoko in The Laughing Salesman (1992)
- Kiyotaka Hirose e Shinobu in Alé alé alé o-o (1993)
- Erasa e Uub in Dragon Ball Z (1993)
- Ryouko Momoi in Marmalade Boy (1994)
- Iria Winner in Gundam Wing (1995)
- Peasuke Soramame in Dr. Slump (1997)
- Imori in Yu-Gi-Oh! (1998)
- Roronoa Zoro (bambino), Madre di Koala in One Piece (1999-)
- Hyde in Zatch Bell! (2003)
- Yōtarō Rindō in World Trigger (2014)
- Oguma in Dragon Ball Super (2017)

### Film d'animazione
- Mummia in Dr. Slump and Arale-chan: N-cha!! Excited Heart of Summer Vacation (1994)
- Ackman in Go! Go! Ackman (1994)
- Fubukimaru Kasuga in  Crayon Shin-chan - Unkokusai no yabō (1995)
- Makoto Kurita in Jigoku sensei Nūbē (1996)
- Zoro da bambino in One Piece - La spada delle sette stelle (2004)
- Armadimon in Digimon Adventure: Last Evolution Kizuna (2020)

### Videogiochi
- Tao in Red Earth (1996)
- Roronoa Zoro (bambino) in One Piece: Ocean's Dream! (2003)
- Tsutomu Katori e Tama Tamagawa in Gotcha Force (2003)
- Albedo Piazzola (bambino) in Xenosaga Episode II: Jenseits von Gut und Böse (2004)
- Uub in Dragon Ball Z: Budokai 3 (2005)
- Roronoa Zoro (bambino) in One Piece: Unlimited Adventure (2007)
- Erasa e Uub in Dragon Ball Z: Kakarot (2020)